# Gantofta
Gantofta – miejscowość (tätort) w Szwecji, w regionie administracyjnym (län) Skania, w gminie Helsingborg.
Według danych Szwedzkiego Urzędu Statystycznego liczba ludności wyniosła: 1322 (31 grudnia 2015), 1479 (31 grudnia 2018) i 1489 (31 grudnia 2019).